# Вогнегуз тасманійський
Вогнегуз тасманійський (Stagonopleura bella) — вид горобцеподібних птахів родини астрильдових (Estrildidae). Ендемік Австралії.

## Поширення
Вид поширений на південному сході Австралії. Його ареал розповсюдження простягається від Ньюкасла до острова Кенгуру, але начисельнішим є на Тасманії та прибережних островах. Мешкає в прибережних вересах, лісах і чагарниках, недалеко від води.

## Опис
Птах завдовжки приблизно 10–13 см, вагою до 14 грамів. Оперення сіро-оливкове на спині і білувате на череві, з дрібними чорно-бурими смугами по всьому тілу, але на голові і крилах смуги менш виразні. Хвіст має характерний багряно-червоний колір, тоді як хвіст і підхвістя чорні, так само, як чорна смуга, яка з боків дзьоба досягає очей, утворюючи щось на зразок маски. Очі темно-карі з блакитно-білим колом навколо очей, ноги тілесного кольору, дзьоб коралово-червоний.
Статі досить схожі, однак у самиці живіт має жовтуваті відтінки, а чорне підхвістя відсутнє, тоді як у самця вищезгадані відтінки присутні переважно на рівні голови.